# Oxygyne
Oxygyne es un género de plantas con flores perteneciente a la familia Thismiaceae, anteriormente clasificado en la familia Burmanniaceae. Es originario de Camerún, Sur de Japón a Nansei-shoto.

## Especies
- Oxygyne hyodoi C.Abe & Akasawa
- Oxygyne shinzatoi (Hatus.) C.Abe & Akasawa
- Oxygyne triandra Schltr.
- Oxygyne yamashitae Yahara & Tsukaya